# Еммануель Арсан
Еммануе́ль Арса́н (фр. Emmanuelle Arsan, справжнє ім'я Марайя Ролле-Андріан, фр. Marayat Rollet-Andriane), уроджена Марайя Бібід, фр. Marayat Bibidh; 19 січня 1932, Бангкок — 12 червня 2005, Каллас, департамент Вар) — французька письменниця таїландського походження, найбільш відома створенням літературного персонажа Еммануель — жінки, яка досліджує власну сексуальність за різних обставин.

## Біографія
Марайя народилася у Бангкоку в знатній тайській родині. Виховання та освіту отримала європейські — в Англії та Швейцарії. 1956 року вступила у шлюб з французьким дипломатом при ЮНЕСКО Луї-Жаком Ролле-Андріаном. 1959 року у Франції був опублікований і поширений без імені автора роман «Еммануель». Наступне видання (1967 року) було підписане псевдонімом Еммануель Арсан, згодом стало відомо, що це Марайя Ролле-Андріан. Хоча роман може здатися квазі-автобіографією, пізніше з'ясувалося, що фактичним автором був її чоловік Луї-Жак Ролле-Андріан. Також існує версія, що роман було написано в чотири руки, тобто Луї-Жаком та Марайею разом. Під псевдонімом Еммануель Арсан було опубліковано ще кілька романів, найвідоміші з яких «Діти Еммануель» (1975), «Лаура» (1976), «Ванна» (1979), збірка оповідань «Новели про Еросферу» (1969) та автобіографічно-публіцистична книга «Toute Emmanuelle» (1978, в російському перекладі — «Эммануэль с головы до ног»).
Після успіху фільму «Еммануель» (1974) з Сільвією Крістель у головній ролі, Марайя стала номінальним режисером і сценаристом фільму «Лаура» (1976) про еротичні пригоди дочки священника на Філіппінах. Фактично фільм режисерували Луї-Жак Ролле-Андріан і Роберто Д'Етторе П'яццолі, проте вони були розчаровані роботою продюсера Овідіо Ассонітіса і попросили, щоб їхні імена не були пов'язані з проектом, в результаті чого фільм був приписаний анонімному режисерові.
Марайя також з'являлася на екрані під сценічним псевдонімом Марайя Андріан (фр. Marayat Andriane) 1966 року у фільмі «Піщана галька» Роберта Вайза зі Стівом Макквіном, Кендіс Берген і Річардом Аттенборо, і 1967 року в епізоді «Поворот карти» американського серіалу «Велика долина» з Барбарою Стенвік. Єдина її поява в кіно під іменем Еммануель Арсан була у фільмі «Лаура», де вона виконала роль Мірти.
Померла 12 червня 2005 року на власній віллі «Шантлув д'Еммануель» поблизу міста Каллас у департаменті Вар на півдні Франції. Луї-Жак Ролле-Андріан помер у квітні 2008 року в 90-річному віці.

## Фільмографія

### Як акторка
| № п/п | Фільм (оригінальна назва)         | Фільм (український переклад)             | Рік випуску | Роль          |
| ----- | --------------------------------- | ---------------------------------------- | ----------- | ------------- |
| 1     | The Sand Pebbles                  | Піщана галька                            | 1966        | Мейлі — Maily |
| 2     | The Big Valley / «Turn of a Card» | серіал Велика долина серія Поворот карти | 1967        | Тіара — Tiare |
| 3     | Laure                             | Лаура                                    | 1976        | Мірта — Myrte |

### Як режисер
| № п/п | Фільм (оригінальна назва) | Фільм (український переклад) | Рік випуску | Примітки |
| ----- | ------------------------- | ---------------------------- | ----------- | -------- |
| 1     | Laure                     | Лаура                        | 1976        | -        |

Окрім того, за мотивами творів Еммануель Арсан було знято близько 30 художніх фільмів, більшість з них присвячено персонажу Еммануель..